# Maestro de Elmelunde

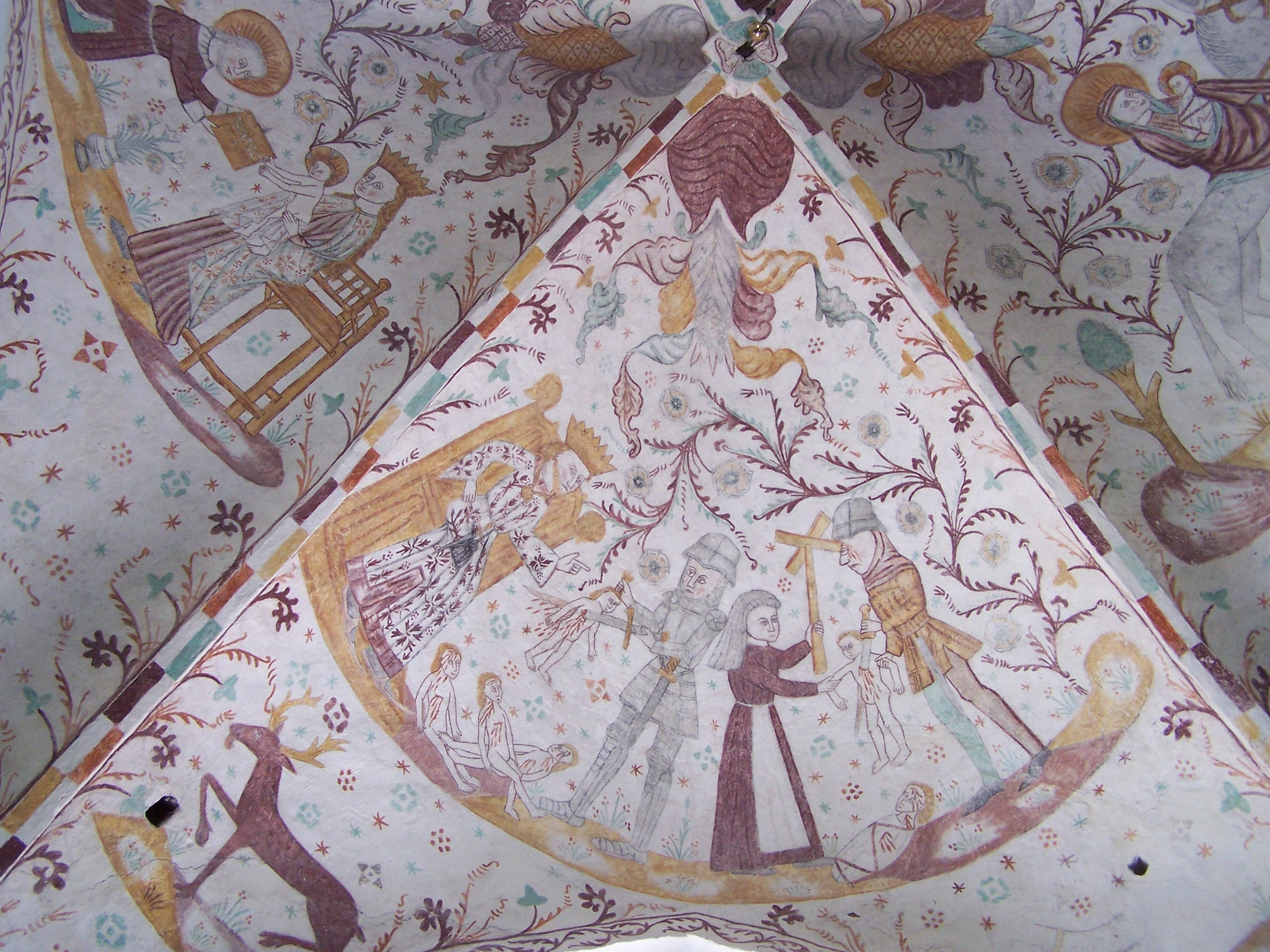
Frescos: Iglesia de Elmelunde

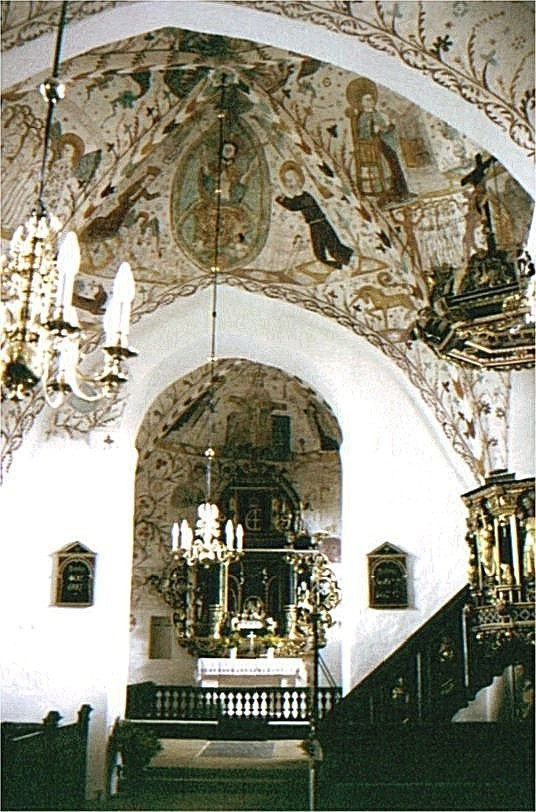
La nave: Iglesia de Elmelunde

El Maestro de Elmelunde, también conocido como Elmelundemesteren, es el nombre dado al artista anónimo del siglo XVI que pintó los frescos de las iglesias de Elmelunde, Fanefjord y Keldby, en la isla de Møn, al sureste de Dinamarca.
A finales del siglo XV, se amueblaron las naves de estas tres iglesias con bóvedas de crucería góticas, lo que proporcionó una superficie ideal para frescos basados en historias populares de los manuscritos medievales ricamente ilustrados del Antiguo y Nuevo Testamento, conocidos como Biblia pauperum (o Biblia del pueblo).
El artista se reconoce por su emblema distintivo, presente en uno o varios de los frescos de las tres iglesias. Sus colores cálidos, que van desde el rojo oscuro y el rojizo hasta los tonos pastel del amarillo, el verde, el gris y el negro, son característicos, al igual que los rostros de sus figuras, todas ellas con los ojos soñolientos, ya sea en escenas del cielo o del infierno. Enredaderas, flores y ramas de árboles completan las imágenes.
En el siglo XVI, tras la Reforma, los frescos se cubrieron con capas de cal que los ocultaron hasta hace poco. En la década de 1880 se redescubrieron por primera vez en la iglesia de Elmelunde, por lo que el artista pasó a ser conocido como el Maestro de Elmelunde. Sin embargo, los frescos de la iglesia de Fanefjord descubiertos en la década de 1930 se consideran los más interesantes y completos.
A la escuela de maestros de Elmelunde también se le atribuyen los frescos de las iglesias de la vecina isla de Falster en Tingsted, Nørre Alslev, Kettinge y Åstrup .

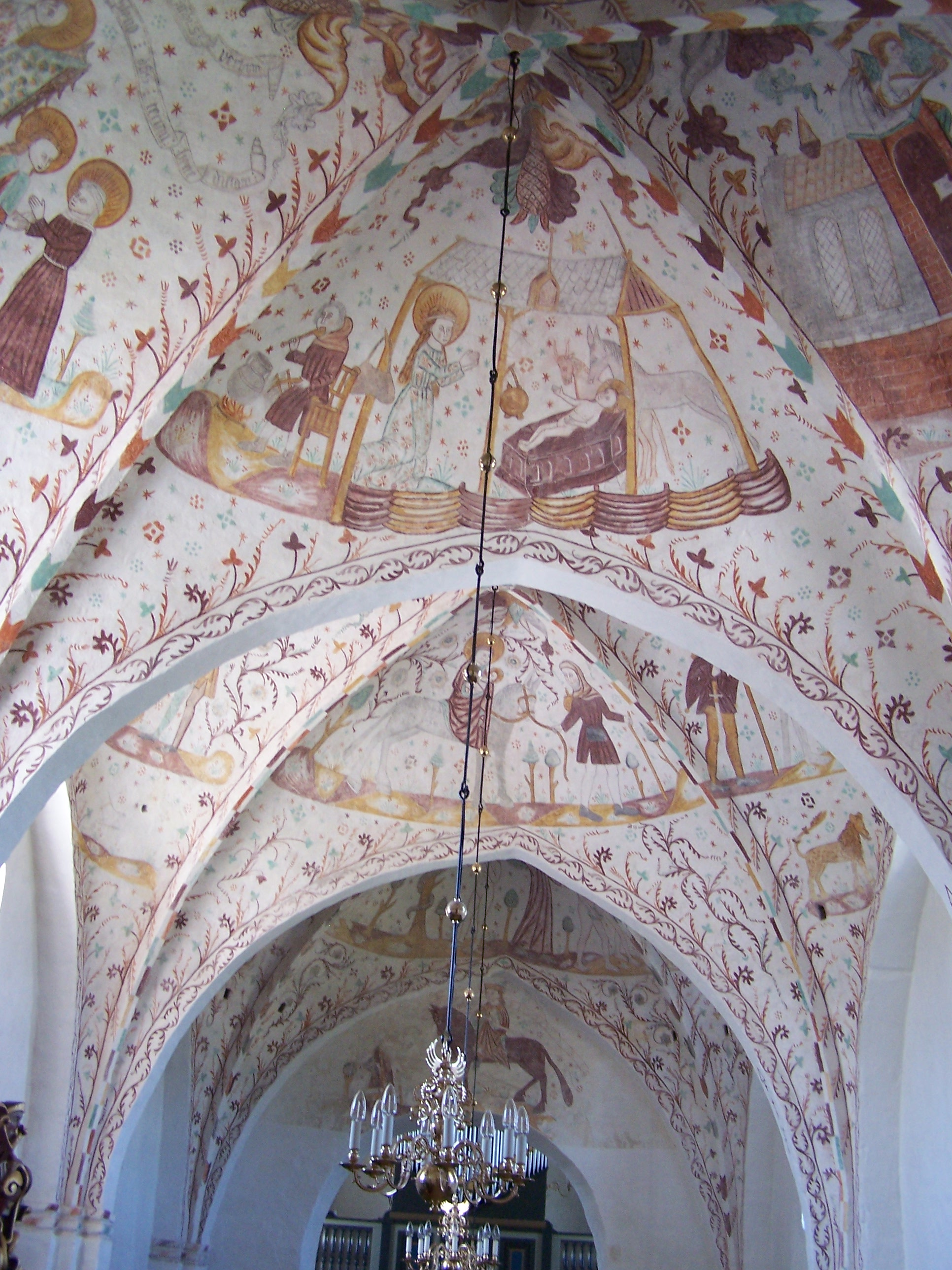
Frescos de la iglesia de Elmelunde